# Aitrach, Ach und Dürrenbach
Das FFH-Gebiet Aitrach, Ach und Dürrenbach liegt im Osten von Baden-Württemberg und ist Bestandteil des europäischen Schutzgebietsnetzes Natura 2000. Es wurde 2015 durch die Zusammenlegung der bereits seit 2005 angemeldeten FFH-Gebiete Aitrach und Herrgottsried sowie Ach und Dürrenbach durch das Regierungspräsidium Tübingen angemeldet. Mit Verordnung des Regierungspräsidiums Tübingen zur Festlegung der Gebiete von gemeinschaftlicher Bedeutung vom 5. November 2018 (in Kraft getreten am 11. Januar 2019), wurde das Schutzgebiet ausgewiesen.

## Lage
Das rund 593 Hektar (ha) große Schutzgebiet Aitrach, Ach und Dürrenbach liegt in den Naturräumen Riß-Aitrach-Platten, Holzstöcke und Unteres Illertal. Seine 12 Teilgebiete befinden sich in den Gemeinden Tannheim im Landkreis Biberach sowie Aichstetten, Aitrach, Bad Wurzach und Leutkirch im Allgäu im Landkreis Ravensburg.

## Beschreibung
Der Landschaftscharakter des Schutzgebiets wird im Wesentlichen von den Flussläufen der Aitrach, der Lautracher Ach und des Dürrenbachs geprägt. Charakteristisch sind insbesondere die gewässerbegleitenden Auwälder. Zudem gehören, neben weiteren kleinflächigen Teilgebieten, auch das Herrgottsried bei Bad Wurzach, der Laubener Brunnen und der Reichenhofer Hochwald zum FFH-Gebiet.
Die Gewässer im Gebiet sind unter anderem auch Lebensraum der Groppe und des Bibers.

## Geschichte
Das Schutzgebiet ist durch die Zusammenlegung der ursprünglichen FFH-Gebiete 8026-341 „Aitrach und Herrgottsried“ und 8126-341 „Ach und Dürrenbach“ entstanden. Diese bestanden bereits seit dem Jahr 2005.

## Schutzzweck

### Lebensraumtypen
Folgende Lebensraumtypen nach Anhang I der FFH-Richtlinie kommen im Gebiet vor:
| EU Code | * | Lebensraumtyp (offizielle Bezeichnung)                                                                          | Kurzbezeichnung                                              |
| ------- | - | --- | ------------------------------------------------------------ |
| 3140    |   | Oligo- bis mesotrophe kalkhaltige Gewässer mit benthischer Vegetation aus Armleuchteralgen                      | Kalkreiche, nährstoffarme Stillgewässer mit Armleuchteralgen |
| 3150    |   | Natürliche eutrophe Seen mit einer Vegetation des Magnopotamions oder Hydrocharitions                           | Natürliche nährstoffreiche Seen                              |
| 3160    |   | Dystrophe Seen und Teiche                                                                                       | Natürliche Dystrophe Seen                                    |
| 3260    |   | Flüsse der planaren bis montanen Stufe mit Vegetation des Ranunculion fluitantis und des Callitricho-Batrachion | Fließgewässer mit flutender Wasservegetation                 |
| 6230    | * | Artenreiche montane Borstgrasrasen (und submontan auf den europäischen Festland) auf Silikatböden               | Artenreiche Borstgrasrasen*                                  |
| 6410    |   | Pfeifengraswiesen auf kalkreichem Boden, torfigen und tonig-schluffigen Böden (Molinion caeruleae)              | Pfeifengraswiesen                                            |
| 6430    |   | Feuchte Hochstaudenfluren der planaren und montanen bis alpinen Stufe                                           | Feuchte Hochstaudenfluren                                    |
| 6510    |   | Magere Flachland-Mähwiesen (Alopecurus pratensis, Sanguisorba officinalis)                                      | Magere Flachland-Mähwiesen                                   |
| 7140    |   | Übergangs- und Schwingrasenmoore                                                                                | Übergangs- und Schwingrasenmoore                             |
| 7230    |   | Kalkreiche Niedermoore                                                                                          | Kalkreiche Niedermoore                                       |
| 8210    |   | Kalkfelsen mit Felsspaltenvegetation                                                                            | Kalkfelsen mit Felsspaltenvegetation                         |
| 9130    |   | Waldmeister-Buchenwald (Asperulo-Fagetum)                                                                       | Waldmeister-Buchenwald                                       |
| 91E0    | * | Auen-Wälder mit Alnus glutinosa und Fraxinus excelsior (Alno-Padion, Alnion incanae, Salicion albae)            | Auenwälder mit Erle, Esche, Weide                            |

### Arteninventar
Folgende Arten von gemeinschaftlichem Interesse kommen im Gebiet vor:
| Bild                   | EU Code | * | Art                    | wissenschaftlicher Name | Artengruppe           |
| ---------------------- | ------- | - | ---------------------- | ----------------------- | --------------------- |
| Schmale Windelschnecke | 1014    |   | Schmale Windelschnecke | Vertigo angustior       | Schnecken             |
| Huchen                 | 1105    |   | Huchen                 | Hucho hucho             | Fische und Rundmäuler |
| Groppe                 | 1163    |   | Groppe                 | Cottus gobio            | Fische und Rundmäuler |
| Gelbbauchunke          | 1193    |   | Gelbbauchunke          | Bombina variegata       | Amphibien             |
| Biber                  | 1337    |   | Biber                  | Castor fiber            | Säugetiere            |
| Gelber Frauenschuh     | 1902    |   | Gelber Frauenschuh     | Cypripedium calceolus   | Pflanzen              |
| Sumpf-Glanzkraut       | 1903    |   | Sumpf-Glanzkraut       | Liparis loeselii        | Pflanzen              |

### Zusammenhängende Schutzgebiete
Folgende Naturschutzgebiete sind Bestandteil des FFH-Gebiets:
- Kiesgrube Aitrach
- Herrgottsried
- Laubener Brunnen
- Moosmühle (teilweise)
- Reps- und Ochsenweiher